# Mauzoleum Hohenzollernów w Kamieńcu Ząbkowickim
Mauzoleum Hohenzollernów w Kamieńcu Ząbkowickim – zabytkowe mauzoleum w miejscowości Kamieniec Ząbkowicki.
Marianna Orańska (1810–1883) w ślubnym  prezencie ofiarowała swojemu synowi Albrechtowi Hohenzollernowi (1837–1906) tzw. klucz stroński razem z pałacem w Kamieńcu Ząbkowickim. Albrecht ożenił się z Marią z Saksonii na Altenburgu (1854–1898). Po śmierci żony wybudował, w północno-zachodniej części parku, mauzoleum w typie  świątyni greckiej – prostylosu w porządku doryckim (styl  klasycystyczny). 
W mauzoleum spoczęli: 
- Maria Saska-Altenburg (1854–1898), jej mąż:
- Albrecht Hohenzollern (1837–1906), ich synowie:
- Friedrich Wilhelm Wiktor Hohenzollern (1880–1925)
- Joachim Albrecht Hohenzollern (1876–1939)
- Friedrich Heinrich Hohenzollern (1874–1940)[2] (linia Albrechta wygasła po mieczu)